# Bolivaritettix remissa
Bolivaritettix remissa är en insektsart som först beskrevs av Bolívar, I. 1887.  Bolivaritettix remissa ingår i släktet Bolivaritettix och familjen torngräshoppor. Inga underarter finns listade i Catalogue of Life.